# Petyr Dobrew
Petyr Dobrew – (bułg. Петър Добрев, ur. 1943) bułgarski historyk.
Od 1969 roku pracuje w Instytucie Ekonomicznym Bułgarskiej Akademii Nauk. Jego profil zawodowy obejmuje ekonomikę edukacji oraz historię gospodarczą. Głównym obszarem jego zainteresowań są jednak Protobułgarzy, kultura protobułgarska oraz najstarsze dzieje państwa i narodu bułgarskiego. W 1986 opublikował Стопанската култура на прабългарите (Stopanskata kułtura na prabyłgarite - Historia gospodarcza Protobułgarów). 

## Krytyka
Petyr Dobrew jest autorem szeregu publikacji, w których kreśli obraz historii i kultury pierwszego państwa bułgarskiego w sposób zasadniczo odmienny od współczesnego stanu wiedzy historycznej. Szczególnie silnie są krytykowane przez środowisko specjalistyczne jego oryginalne metody naukowe, niewiele mające wspólnego z oficjalnie akceptowaną metodologią. Książki i artykuły Dobrewa zdobyły sobie w Bułgarii dużą popularność ze względów ideologicznych (ich autor stawia sobie bowiem za cel "odkłamywanie" bułgarskiej historii), niemniej jednak nie są powszechnie uznawane za wartościowe naukowo. 
Jednym z głównych zamierzeń Dobrewa jest udowodnienie, że Protobułgarzy byli ludem indoeuropejskim a nie tureckim, jak się obecnie uważa. W tym celu Dobrew często sięga po argumenty językowe, zestawiając wyrazy rodzime, bułgarskie, oraz obce. Najczęściej tłem jego porównań są języki pamirskie, bowiem w górach Afganistanu lokuje praojczyznę Protobułgarów.. Krytycy zwracają jednak uwagę na to, że metodologia pracy Dobrewa nie ma nic wspólnego z dobrze przeprowadzoną analizą językową. Iwan Dobrew, profesor pracujący na Uniwersytecie Sofijskim, zwraca uwagę na liczne błędy metodologiczne, jakich dopuszcza się Petyr Dobrew w swych pracach:.

## Wybrane publikacje
- Стопанската култура на прабългарите (Stopanskata kułtura na prabyłgarite, 1986)
- Прабългарите - произход, език, култура (Prabyłgarite - proizchod, ezik, kułtura, 1991)
- Каменната книга на прабългарите (Kamennata kniga na prabyłgarite, 1992)
- Светът на прабългарите (Swetyt na prabyłgarite, 1994)
- Преоткриването на прабългарския календар (Preotkriwaneto na prabyłgarskija kalendar, 1994)
- Езикът на Аспаруховите и Куберови българи (Ezikyt na Asparuchowite i Kuberowi byłgari, 1995)
- Българи. Тюрки. Славяни (Byłgari. Tjurki. Sławjani, 1996)
- Universum Protobulgaricum, NY (1996)
- История разпъната на кръст (Istorija razpynata na kryst, 1998)
- Непознатата Древна България (Nepoznatata Drewna Byłgarija, 2001)
- Древнобългарска епиграфика (Drewnobyłgarska epigrafika, 2001)
  - wspólnie z M. Dobrewem
- Името БЪЛГАРИ. Ключ към българската история (Imeto BYŁGARI. Kljucz kym byłgarskata istorija, 2002)
- Древността проговаря (Drewnostta progowarja, 2007)